# استابان اوکون
استابان اوکون (فرانسوی: Esteban Ocon‎؛ زادهٔ ۱۷ سپتامبر ۱۹۹۶) راننده مسابقه‌ای اهل فرانسه است که در مسابقات فرمول یک برای تیم آلپاین رانندگی می‌کند. او اولین مسابقه خود در فرمول یک را برای تیم مانور ریسینگ در جایزه بزرگ بلژیک ۲۰۱۶ انجام داد و جایگزین ریو هاریانتو شد. اوکون تا قبل از پیوستن به رنو، بخشی از برنامه توسعه رانندگان مرسدس بود. در سال ۲۰۲۰، وی با کسب مقام دوم در جایزه بزرگ صخیر ۲۰۲۰ به اولین سکو خود در فرمول یک رسید. او اولین برد خود در فرمول یک را در جایزه بزرگ مجارستان ۲۰۲۱ کسب کرد.او قردادش را تا سال ۲۰۲۴ با تیم آلپاین تمدید کرد.

## نتایج فرمول یک
| سال  | تیم                 | شاسی         | پیشرانه                      | ۱        | ۲          | ۳           | ۴          | ۵          | ۶            | ۷         | ۸          | ۹          | ۱۰         | ۱۱         | ۱۲       | ۱۳                | ۱۴         | ۱۵       | ۱۶       | ۱۷       | ۱۸        | ۱۹        | ۲۰        | ۲۱ | ۲۲        | ۲۳       | امتیاز  | ق.س. |
| ---- | ------------------- | ------------ | ---------------------------- | -------- | ---------- | ----------- | ---------- | ---------- | ------------ | --------- | ---------- | ---------- | ---------- | ---------- | -------- | ----------------- | ---------- | -------- | -------- | -------- | --------- | --------- | --------- | -- | --------- | -------- | ------- | ---- |
| ۲۰۲۰ | تیم فرمول یک رنو    | رنو آر.اس.۲۰ | رنو ئی-تک ۲۰ ۱٫۶ وی۶ توربو   | اتریش ۸  | اشتیریا ب. | مجارستان ۱۴ | بریتانیا ۶ | هفتادمین ۸ | اسپانیا ۱۳   | بلژیک ۵   | ایتالیا ۸  | توسکانی ب. | روسیه ۷    | ایفل ب.    | پرتغال ۸ | امیلیا رومانیا ب. | ترکیه ۱۱   | بحرین ۹  | صخیر ۲   | ابوظبی ۹ |           |           |           |    |           |          | دوازدهم | ۶۲   |
| ۲۰۲۱ | تیم فرمول یک آلپاین | آلپاین ای۵۲۱ | رنو ئی-تک ۲۰بی ۱٫۶ وی۶ توربو | بحرین ۱۳ | امیلیا ۹   | پرتعال ۷    | اسپانیا ۹  | موناکو ۹   | آذربایجان ب. | فرانسه ۱۴ | اشتیریا ۱۴ | اتریش ب.   | بریتانیا ۹ | مجارستان ۱ | بلژیک ۷‡ | هلند ۹            | ایتالیا ۱۰ | روسیه ۱۴ | ترکیه ۱۰ |          | آمریکا ب. | مکزیکو ۱۳ | سائو پ. ۸ |    | عربستان ۴ | ابوظبی ۹ | یازدهم* | ۷۴*  |